# 명호역
명호역(明湖驛)은 조선민주주의인민공화국 라선시에 위치해있는 철도역이다.

## 역사
- 1965년 6월 10일 : 영업 개시[1]